# Robert Gordon (Sänger)

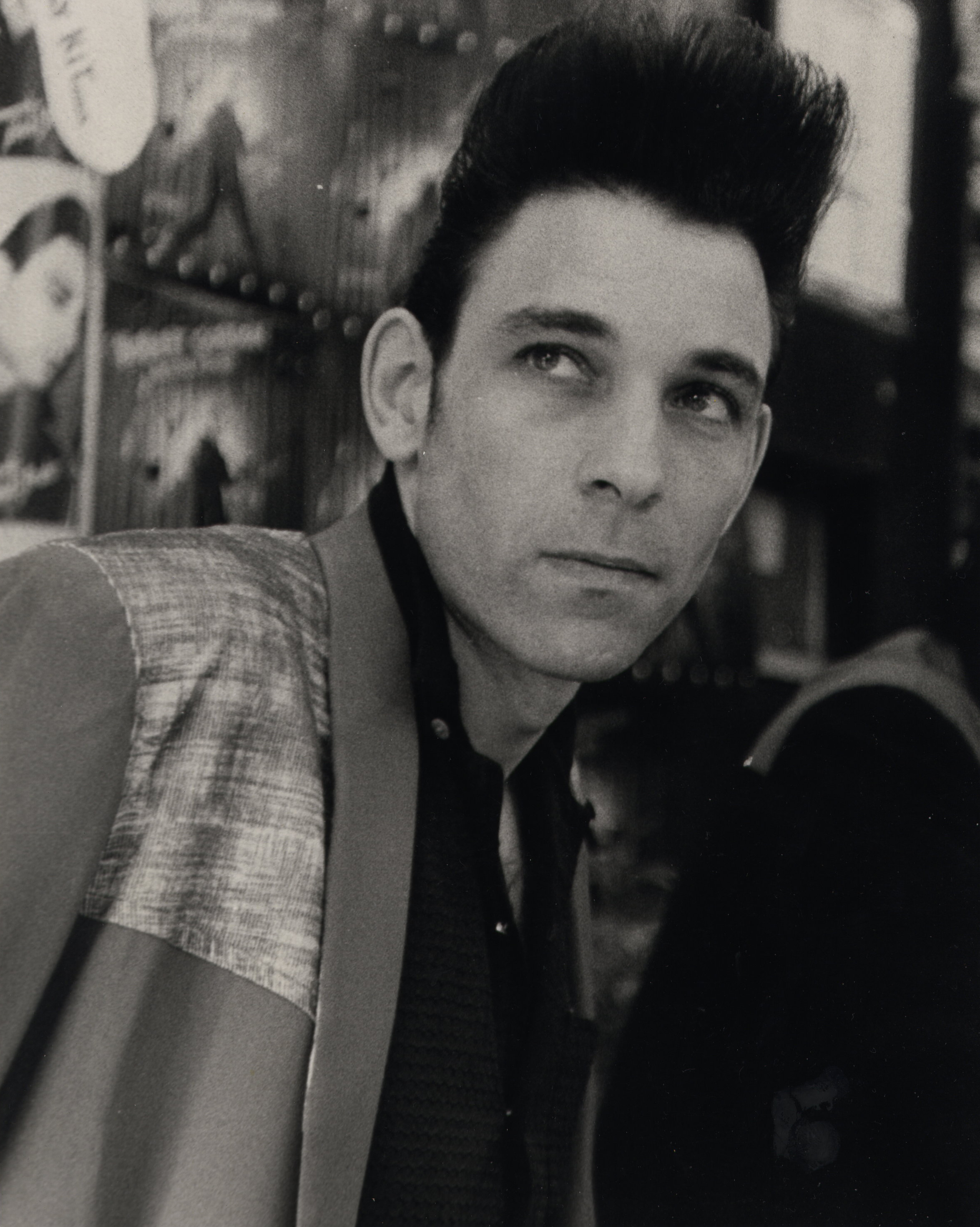
Robert Gordon (1979)

Robert Ira Gordon (* 29. März 1947 in Washington, D.C.; † 18. Oktober 2022 in New York City) war ein US-amerikanischer Sänger und Songwriter, der in den 1970er- und frühen 1980er-Jahren den Neo-Rockabilly-Trend prägte und sein Comeback 2004 im Bereich der Country-Musik feierte.

## Leben

### Die frühen Jahre
Robert Gordon wuchs in Bethesda, Maryland, einem Vorort von Washington, auf. Die Idee, Musiker zu werden, reifte bei ihm während eines Ferienlagers im Sommer 1962 heran, als er dort auf Anregung seines ebenfalls anwesenden Bruders das Lied Lonely Teardrops sang.
Seine Rock-’n’-Roll-Karriere begann 1964, als er im Alter von 17 Jahren die Band The Confidentials gründete. 1967 heiratete er seine Jugendliebe und zog mit ihr 1970 nach New York City, wo er ein Bekleidungsgeschäft eröffnete. Nach der Scheidung im Jahr 1975 schloss er sich der Punk-Band Tuff Darts an. 1976 erschien Gordon in dem Film Unmade Beds, der von Amos Poe gedreht wurde und musikalisch im Bereich des Punk und New Wave angesiedelt war.

### Plattenkarriere
Der Schallplattenproduzent Richard Gottehrer entdeckte Gordon während einer Probe mit den Tuff Darts. Er war beeindruckt von dessen Stimme und der Art, wie er Elvis Presleys One Night sang. Die beiden Männer unterhielten sich über die Aufnahme einer Rock-’n’-Roll-Platte, für die Gordon den legendären Gitarristen Link Wray verpflichtete. Ihre erste gemeinsame LP enthält vorwiegend Coverversionen alter Aufnahmen wie Red Hot (Billy Lee Riley) und Twenty Flight Rock (Eddie Cochran) und war wegweisend für den zu dieser Zeit aufflammenden Neo-Rockabilly-Trend. Seine Art der Darbietung beeindruckte sogar viele der Interpreten aus den 1950er Jahren. So ließ sich etwa Sonny Burgess, der einst bei den legendären Sun Records unter Vertrag war, zu der Aussage hinreißen, Gordon sei einer der besten Sänger, die er je gehört habe. Indes war es keineswegs Gordons Absicht, den klassischen Rockabilly wieder aufleben zu lassen: „Eigentlich versuche ich immer, die Songs noch eine Spur härter zu inszenieren als im Original“, verriet er etwa der Country Standard Time.
1978 folgte eine weitere Platte mit Link Wray, an der auch Elvis’ ehemalige Vokalgruppe The Jordanaires und Bruce Springsteen beteiligt waren. Als die Nachfrage nach der neuen LP gerade in Gang kam, ging die Plattenfirma Private Stock zu Gordons Leidwesen bankrott.
Ende 1978 unterzeichnete Gordon einen Vertrag bei RCA Victor. Dieser soll Gordon besonders glücklich gemacht haben, weil dies die Plattenfirma war, bei der auch Elvis engagiert war. Weil er zwar mit Wrays Studioaufnahmen zufrieden war, aber nicht mit dessen Liveaufnahmen, trennte Gordon sich von Wray und arbeitete fortan mit dem Gitarristen Chris Spedding zusammen.
Seine erste Platte für die RCA kam im Februar 1979 unter dem Titel Rock Billy Boogie heraus und schaffte es immerhin in die Charts der 100 meistverkauften Langspielplatten. Während sich das nächste Album Bad Boy nur zögerlich verkaufte, war der 1981 erschienenen dritten LP bei RCA ein besonderer Erfolg beschieden: Mit über 200.000 Verkaufsexemplaren ist Are You Gonna be the One Gordons bestverkaufte Langspielplatte überhaupt. Dennoch wurde die Zusammenarbeit bald aufgrund von Dissonanzen bezüglich der Tantiemen für sein nächstes Album von der RCA beendet.

### Filmkarriere
1976 hatte Gordon seinen ersten Auftritt als Schauspieler. In dem Independent-Film Unmade Beds von Amos Poe spielte er neben Debbie Harry einen Killer. 1981 wirkte Gordon neben Willem Dafoe in dem Film The Loveless mit; einem Motorradfilm, der durch den Kultfilm Der Wilde (The Wild One), mit Marlon Brando in der Hauptrolle, inspiriert war. Die meisten darin gespielten Lieder komponierte und sang Gordon selbst. Auf dem Cover des Albums Greetings from New York...and More ist er auf einer der Harley-Davidsons aus dem Film zu sehen, die er nach dem Dreh in seiner Wohnung aufstellte.

### Die schlechten Jahre und das Comeback

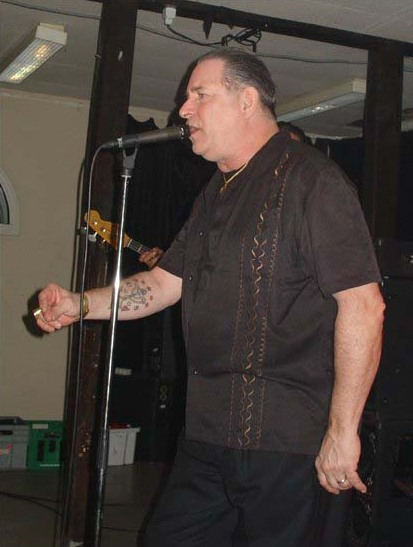
Gordon bei einem Liveauftritt in Dänemark (2007)

Die Beendigung ihrer Zusammenarbeit durch die RCA und der allgemein rückläufige Trend des Neo-Rockabilly führten bei Robert Gordon nicht nur zu einem Karrierebruch, sondern auch zu Alkohol- und Drogenproblemen.
1995 heiratete er zum zweiten Mal. Mit dem 2004 erschienenen Country-Album Satisfied Mind gelang ihm das lang erhoffte Comeback.

### Tod
Robert Gordon litt an Leukämie und starb am 18. Oktober 2022 im Alter von 75 Jahren im New Yorker Stadtteil Manhattan.

## Diskografie (Auswahl)

### Studioalben
| Jahr | Titel                        | Höchstplatzierung, Gesamtwochen, AuszeichnungChartsChartplatzierungen (Jahr, Titel, Platzierungen, Wochen, Auszeichnungen, Anmerkungen) | Anmerkungen |
| Jahr | Titel                        | US | Anmerkungen |
| ---- | ---------------------------- | --- | ----------- |
| 1977 | Robert Gordon with Link Wray | US142 (8 Wo.)US |             |
| 1978 | Fresh Fish Special           | US124 (7 Wo.)US |             |
| 1979 | Rock Billy Boogie            | US106 (12 Wo.)US |             |
| 1980 | Bad Boy                      | US150 (9 Wo.)US |             |
| 1981 | Are You Gonna Be The One     | US117 (15 Wo.)US |             |

Weitere Alben
- 1982: Too Fast to Live, Too Young to Die
- 1991: Greetings from New York City
- 1994: All for the Love of Rock ’N’ Roll
- 1994: Black Slacks
- 1998: Lost Album Plus
- 2004: Satisfied Mind
- 2007: Rock Billy Boogie: RCA Years
- 2014: Live in Passaic 12/31/78
- 2014: Cleveland ’78 (Live) mit Link Wray
- 2014: Live At My Fathers Place 3/6/79
- 2014: Lone Star Cafe Early Show
- 2019: Tear Up the House (Live)
- 2020: Rockabilly For Life
- 2022: Hellafied  mit Chris Spedding
- 2024: Live at Rockpalast 1979 mit Link Wray & The Wildcats

### Singles
| Jahr | Titel Album                               | Höchstplatzierung, Gesamtwochen, AuszeichnungChartplatzierungen (Jahr, Titel, Album, Platzierungen, Wochen, Auszeichnungen, Anmerkungen) | Höchstplatzierung, Gesamtwochen, AuszeichnungChartplatzierungen (Jahr, Titel, Album, Platzierungen, Wochen, Auszeichnungen, Anmerkungen) | Anmerkungen   |
| Jahr | Titel Album                               | US | Country | Anmerkungen   |
| ---- | ----------------------------------------- | --- | --- | ------------- |
| 1977 | Red Hot Robert Gordon with Link Wray      | US83 (3 Wo.)US | — | mit Link Wray |
| 1979 | It’s Only Make Believe Rock Billy Boogie  | — | Country99 (1 Wo.)Country |               |
| 1979 | Walk On By Rock Billy Boogie              | — | Country98 (1 Wo.)Country |               |
| 1981 | Someday, Someway Are You Gonna Be The One | US76 (4 Wo.)US | — |               |